# 多岐川まり子
多岐川 まり子（たきがわ まりこ、1950年8月2日 - ）は、日本の女性声優。埼玉県出身。青二プロダクション所属。旧芸名は滝 万沙子（たき まさこ）。

## 来歴
東京アナウンスアカデミー出身。以前はまむしプロダクションに所属していた。

## 人物
音域はアルト。資格・免許はピーリングエステインストラクター。趣味はネイルアート、歌唱。特技はにわか東北弁。

## 出演作品

### テレビアニメ
1969年
- タイガーマスク（1969年 - 1971年）
- ひみつのアッコちゃん（第1期）（ガンモ〈2代目〉、ゴマ〈3代目〉）

1975年
- アンデス少年ペペロの冒険（ナレーション）

1984年
- Gu-Guガンモ（おばあちゃん）
- 宗谷物語（千代の母）
- 夢戦士ウイングマン（司会者）

1986年
- ドラゴンボール（ばあや）

1987年
- ゲゲゲの鬼太郎（第3作）（風子の母）

1992年
- ウルトラマンキッズ 母をたずねて3000万光年（ハウジー）

2002年
- 花田少年史（優太郎の母、女性）

2003年
- ガングレイヴ（ウィッジの母）
- ちびまる子ちゃん（2003年 - 2008年、伊藤さん、おばさん）
- MOUSE（ワンの上司）

2004年
- クレヨンしんちゃん（2004年 - 2009年、ホセのママ、料理の先生）
- DearS（オイヒコの母ちゃん）
- MONSTER（婦人）

2005年
- トランスフォーマー ギャラクシーフォース（大統領）
- 名探偵コナン（正影満里）
- ローゼンメイデン トロイメント（看護士A）

2007年
- 神曲奏界ポリフォニカ（祖母）

2009年
- こんにちは アン 〜Before Green Gables（メリー）

2014年
- 暴れん坊力士!!松太郎（令子の母）

### 吹き替え
- 名探偵ポワロ ナイルに死す（サメロ・オタボーン）※2011年のデアゴスティーニ版

### 特撮
- ウルトラシリーズ
  - ウルトラマンティガ（ナーガの声）
  - ウルトラマンネクサス（第13話の孤門一輝の母の声）

### テレビ番組
- アフタヌーンショー（レポーター）
- 唄子・啓助のおもろい夫婦（プレゼントナレーション）
- 3時にあいましょう（レポーター）
- VIDEO JAM（ナレーション）
- ミセス&ミセス（サポーター）

### その他コンテンツ
- 銀座三越 森の劇場（MC）
- つくば科学万博（MC）
- 寺内タケシとブルージーンズ（MC）
- ベトナム国家主席来日記念レセプション ホテルニューオータニ（総合司会）